# Follow You, Follow Me
Follow You, Follow Me, cuya traducción al castellano es "Te seguiré, me seguirás", es una canción del grupo inglés Genesis, perteneciente al álbum And Then There Were Three del año 1978. Es la canción de cierre de esta placa y se encuentra acreditada a los tres miembros del grupo: Tony Banks, Phil Collins, y Mike Rutherford.
Esta canción de amor pareció tomar a todos por sorpresa, con su espíritu Pop desafiaba cualquier marca establecida por Genesis. Es muy simple en términos de estructura, tonalidad, y letras. 
"Follow You, Follow Me" fue lanzada en marzo de 1978 como el primer corte para este álbum, en un disco simple que venía acompañado por la canción "Inside and Out" en la edición norteamericana y con "Ballad of Big" en el resto de los lanzamientos, para convertirse en un éxito a nivel mundial, escalando al puesto #23 en los rankings de EE. UU. y al primero en el Reino Unido. Debito a este éxito, "And Then There Were Three" se había convertido en el álbum más vendido del grupo hasta ese momento.
La canción permaneció desde entonces en el repertorio del grupo para sus conciertos en vivo, siendo interpretada incluso hasta la última gira por Europa y Norteamérica en 2007. También fue interpretada por Ray Wilson durante la gira del álbum Calling All Stations, cuando Collins se había alejado del grupo. Una versión en vivo con Phil Collins como vocalista puede ser encontrada en el álbum "Three Sides Live" y en el más reciente "Live Over Europe 2007", mientras que una versión con Wilson como vocalista puede ser encontrada en el álbum simple "Not About Us". En su reciente gira Not Dead Yet, Phil Collins la interpretó con un vídeo en las pantallas detrás del escenario, donde se repasa la historia de la banda en todas sus épocas.
"Follow You, Follow Me" representa un nuevo punto de partida para Genesis. Luego de su éxito, el grupo inglés se apartaría de la dirección más orquestal tomada tras la partida de Peter Gabriel con canciones como "Squonk", "All In A Mouse's Night" y "Scenes From a Nights Dream", para concentrarse en canciones de amor más simples.
- Datos: Q596915